# Casa de los Canónigos
La Casa de los Canónigos (en catalán Casa dels Canonges) es un edificio situado en el barrio gótico de Barcelona (España), es la residencia oficial del presidente de la Generalidad de Cataluña.

## Historia
Esta casa, como el resto de las que conformaba la manzana, servía de residencia de los canónigos regulares de la Seo a partir del siglo XIV, cuando éstos abandonaron la clausura. Se articula alrededor de un patio descubierto, en el que hay una escalera que conduce a la planta noble del edificio. Todo el conjunto fue extensamente restaurado y reformado durante los años veinte por los arquitectos Juan Rubió y posteriormente por Jeroni Martorell, adhiriendo elementos neogóticos a las partes recuperadas de la obra original. Como por ejemplo el famoso puente que une el edificio con el Palacio de la Generalidad de Cataluña, en estilo neogótico.
En el siglo XX y con la aparición de las regiones autónomas, Francesc Macià, primer presidente de la Generalidad, escoge este edificio como residencia oficial. Su sucesor en el cargo Lluís Companys, da continuidad a esta tradición hasta su partida al exilio, con el fin de la guerra civil española. Con el regreso de la democracia en la transición, fue una de las sedes del partido fundado por José Antonio Primo de Rivera, La Falange, regresó también Josep Tarradellas, que mantenía el cargo de presidente de la Generalidad en el exilio, ocupando hasta las Elecciones al Parlamento de Cataluña de 1980 la residencia presidencial. Su sucesor Jordi Pujol, primer presidente electo tras la Constitución Española de 1978, rehusó utilizar de forma efectiva la Casa dels Canonges como residencia privada. Los presidentes que le han sucedido en el cargo hasta el momento también han declinado utilizar como residencia privada el edificio, excepto Joaquim Torra, que la usó durante la pandemia del coronavirus.